# 單元音
單元音（英語：monophthong，/ˈmɒnəfθɒŋ/）又稱單母音，是指未和其他元音複合的元音，在其發音開始時及結束時的舌位大致相同，也不會像半元音一様往另一個舌位移動。
與單元音相對的是双元音，双元音在同一個音節中有元音的變化，元音连续是二個連續的元音，卻分放在二個音節中，這也和單元音不同。
在国际音标 (IPA) 中，单元音用一个字母表示，如[ʌ]。双元音用两个字母表示，如[aɪ]。

## 元音變化
語言有時會從單元音轉為双元音（雙元音化），或是從双元音轉為單元音（單元音化），這是一個語言中語言變化的主要內容，也可能是進一步變化的原因。
因著單元音化，一些語言中原來表示双元音的字位會改為表示單元音。